# 丰迪
丰迪（義大利語：Fondi），是意大利拉蒂纳省的一个市镇。总面积142.26平方公里，人口37279人，人口密度262.0人/平方公里（2009年）。ISTAT代码为059007。